# 毛叶楤木
毛叶楤木（学名：Aralia chinensis var. dasyphylloides）为五加科楤木属楤木的变种。分布在中国大陆的四川、广东、安徽、湖南、浙江、贵州、湖北、广西等地，见于森林、灌丛中以及山坡路旁，目前尚未由人工引种栽培。